# Biokoridor

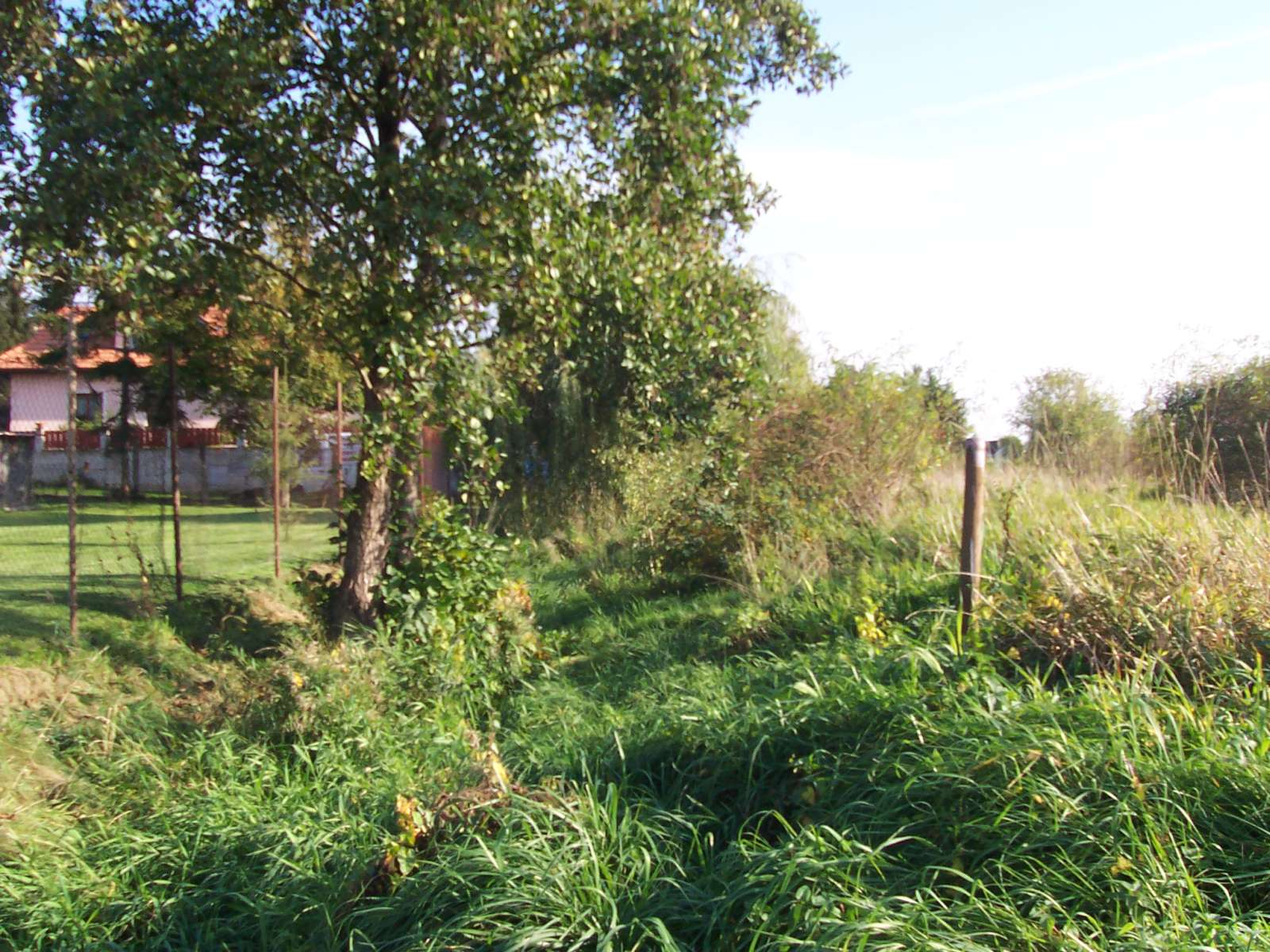
Strouha jako biokoridor

Biokoridor (myslivecky vexl) je přírodní pás spojující stanoviště obývané živočichy, rostlinami a dalšími organismy. Biokoridory umožňují migraci organismů mezi těmito stanovišti.
Území biokoridoru nemusí umožňovat rozhodující části organismů trvalou nebo dočasnou existenci, slouží především k migraci zvířat a migraci rostlin mezi biocentry. Biokoridory jsou ve většině případů přírodní plochy: strouhy, meze, aleje, souvislé pásy křovin, živé ploty apod. V ojedinělých případech však může jít i o pozměněnou část krajiny – např. pole mezi dvěma lesy, nebo i o umělý prvek – přechod pro zvěř přes dálnici.
V české legislativě je biokoridor definován jako území, které neumožňuje rozhodující části organismů trvalou dlouhodobou existenci, avšak umožňuje jejich migraci mezi biocentry a tím vytváří z oddělených biocenter síť. S nimi dohromady tvoří územní systém ekologické stability krajiny (ÚSES). Podle biogeografického významu se rozlišují lokální, regionální a nadregionální biokoridory.